# Pizzicato
- PizzicatoSzabályos G-dúr skála pizzicatóval, hegedűn
- Paganini pizzicatoSzabályos G-dúr skála pizzicatóval, Paganini-módra, hegedűn
- Hadart pizzicatoSzabályos G-dúr skála hadart pizzicatóval, hegedűn
- Bartók-pizzicatoSzabályos G-dúr skála „Bartók"-pizzicatóval, hegedűn
- Glissandós pizzicatoG-dúr skálavariáció glissandós pizzicatóval, hegedűn

Nem tudod lejátszani a fájlt?

A pizzicatót a hangjegy fölé írt jellel, vagy a pizz. rövidítéssel írják elő a kottában, feloldását pedig arco (vonó) jelzi

A pizzicato (e. piccikáto) zenei játékmód és zenei jel. A szó olasz eredetű, jelentése csípve, átvitt értelemben pengetve, rövidítése pizz. A vonós hangszereken való játék egyik módja. Ilyenkor a játékos a vonó használata helyett ujjaival pengeti a húrokat, ami egy igen rövid lefolyású, viszonylag halk, esetenként erőtlen hangot eredményez.

## Alkalmazása
A dzsesszben, illetve a popzene bizonyos fajtáiban ezzel a módszerrel szólaltatják meg a nagybőgőt. A komolyzenében a vonós hangszereket rendszerint a vonó segítségével szólaltatják meg, pizzicato csak akkor van, ha azt külön jelölik. Vannak olyan esetek, ahol egy tételt végig pengetve kell játszani. Ilyen például Bartók Béla 4. vonósnégyesének negyedik tétele.
Az első alkalmazásokban, például Monteverdi 1624-es Tankréd és Klorinda párviadala című művében még két ujjal kellett elvégezni a pizzicatót. Leopold Mozart 1756-ban, Versuch einer gründlichen Violinschule című hegedűiskolájában írta elő először, hogy a pizzicato egy ujjal végzendő.
A vonót pizzicato közben is kézben kell tartani, mert általában nincs idő letenni és felvenni. Viszont ha egy egész tételben így kell játszani, akkor a hegedűsök és a brácsások gyakran tartják hangszerűket „bendzsópozícióban", és úgy használják a hangszert, mintha az valami pengetős hangszer lenne (például lant, bendzsó, vagy gitár).
Pengetni lehet bal kézzel is (amivel alapból a hangokat kell intonálni). Ez igen ritka, használni csak akkor szokták, ha már arra sincs idő, hogy a jobb kezüket a megfelelő helyre emeljék. Ez a hatás például Niccolò Paganini 24 Caprice sorozatából a 24.-ben található. Van olyan is, hogy miközben bal kézzel játszunk, jobb kézzel pengetni kell. Gordon Jacob Ária és tánc mélyhegedűre és zongorára című darabja kiváló példa erre.
Ezenkívül létezik még az ún. Bartók-pizzicato vagy talpas pizzicato, ami olyan erős pengetést jelent, hogy a húrnak a fogólaphoz kell csattannia. Eme technikát a névadó szerző használta igen intenzíven. Ezenkívül Bartók használt még „glissandós" pengetést is (például az 5. vonósnégyesben), aminek kivitelezése úgy történik, hogy a pendítés után a húrt lefogó ujjal másik hangra csúszunk.
Johannes Brahms használt még hadart pizzicatót a No. 2-es Csellószonátájában. Ez azt jelenti, hogy miután a játékos megpendített egy hangot, gyorsan leteszi még egy ujját. Ennek a módnak a használata igen ritka.

## Példák
További közismert példák a pizzicato alkalmazására:
- Csajkovszkij: 4. szimfónia III. tétel
- Ifj. Johann Strauss: Pizzicato-polka
- Bartók: 4. vonósnégyes, 4. tétel

## Egyéb jelölések

Bartók -pizzicato
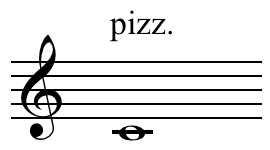
Pizzicato